# 앤 백스터
앤 백스터(영어: Anne Baxter, 1923년 5월 7일 ~ 1985년 3월 2일)는 미국의 배우이다. 1946년 《면도날》(The Razor's Edge)에서의 역할로 아카데미 여우조연상을 수상했으며, 1950년 《이브의 모든 것》에서는 여우주연상 후보에 올랐다. 이외의 작품으로는 《나는 고백한다》(1953), 《십계》(1956)가 있다.

## 출연 작품
- 20 뮬 팀 (1940)
- 위대한 앰버슨가 (1942) - 루시 역
- 5개의 무덤 (1943)
- 면도날 (1946) - 소피 맥도널드 역
- 이브의 모든 것 (1950) - 이브 해링턴 역
- 나는 고백한다 (1953)
- 블루 가디니아 (1953)
- 십계 (1956) - 네페르타리 역